# Sayil

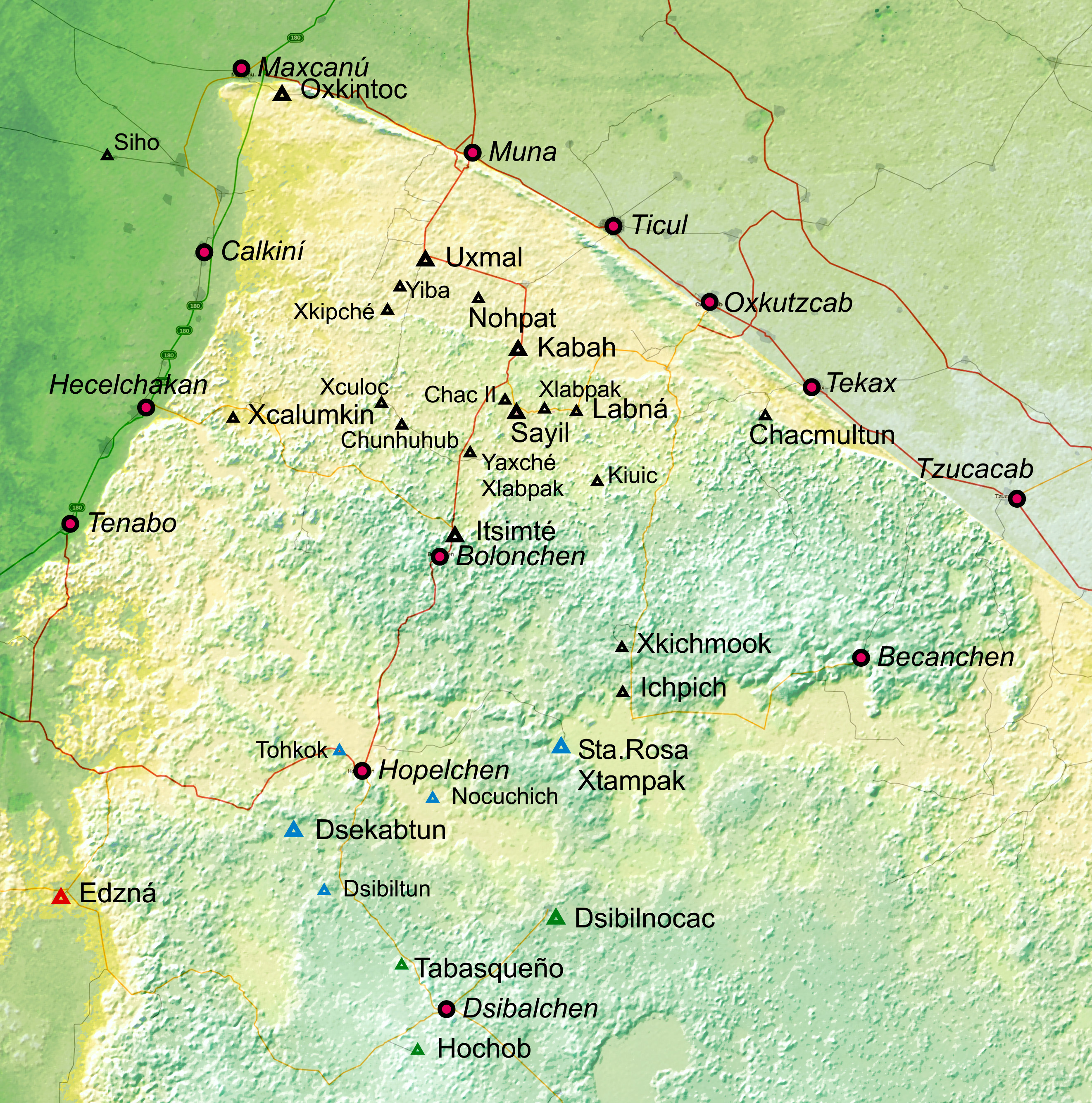
Sitios importantes de los estilos Puuc (negro), Chenes (verde) y transitorio (azul).

Sayil es un yacimiento arqueológico maya, ubicado en el suroeste del Estado de Yucatán, en el municipio de Santa Elena, México, muy cerca del también yacimiento maya de Uxmal. Ambos sitios fueron declarados, simultáneamente, Patrimonio Cultural de la Humanidad, por la UNESCO, el año de 1996.
Sayil vivió su breve apogeo, durante el periodo clásico terminal. Un conjunto de edificios y las investigaciones arqueológicas que se han desarrollado en el sitio, sugieren que Sayil fue gobernado por un linaje local, que basaba su poder y riqueza, al menos en parte, en la agricultura.

## Localización
El sitio de Sayil está localizado en la región Puuc, en la península de Yucatán. Se encuentra 7 km al sur del yacimiento de Kabáh, a 5 km de Xlapak y a 5 km de Labná. Fue construido en un pequeño valle, rodeado de una serranía baja, denominada localmente La Sierrita.
La región Puuc, que incluye el sito de Sayil, goza de una bien diferenciada estación de lluvias y de secas. Se caracteriza por la ausencia de aguas corrientes superficiales, debido a la porosidad de la roca calcárea que integra el suelo y subsuelo de la zona.

## Demografía
Sayil fue establecido ca. del año 800 d. C., en el periodo clásico tardío de la cronología mesoamericana, posiblemente, por un grupo guerrero de los mayas putunes. La ciudad alcanzó su apogeo en el año ca. 900, cuando cubrió una superficie de aproximadamente 5 km² y su población llegó tal vez a los 10.000 habitantes, de los cuales la mitad habrían vivido en áreas circundantes.
En el pico habitacional de la ciudad, el consumo alimientario alcanzó el límite de la capacidad productiva de la región, con una irrigación de los terrenos agrícolas, limitada por las temporadas de lluvia y por una cierta acumulación de agua en chultunes (cisternas), y, posiblemente, auxiliados por áreas de cultivo un poco más lejanas, en los valles vecinos de la serranía. También, es posible que suministros alimentarios complementarios hayan sido traídos de lugares satélites, un poco más remotos.
Sayil empezó a declinar hacia el año 950 d. C. y fue abandonado ca. del año 1000, siguiendo un modelo de rápido crecimiento y declinación, característico de la región Puuc.
Otros sitios cercanos a Sayil, como Sodzil, Xcavil de Yaxché y Xkanabí, que presentaron crecimientos en la misma época, pudieron haber sido lugares subsidiarios de la ciudad mayor.

## Historia
Se cree que Sayil y los otros sitios en la región Puuc ocuparon un espacio histórico importante, en la transición del periodo clásico tardío, cuando sobrevino el colapso maya, que despobló la región de las tierras bajas mayas, en el Petén guatemalteco, al periodo posclásico. La breve ocupación del sitio de Sayil, permite inferir que la ciudad se desarrolló a partir de otro yacimiento menor, llamado Chaac II, que había sido ocupado antes, hacia el siglo V d. C. Pruebas de Radiocarbono y otras técnicas que permiten la datación de los sitios, como la llamada de hidratación de la obsidiana, ubican a Sayil relativamente temprano, en el clásico tardío. Vestigios de cerámica, por otro lado, recuperados del palacio de Sayil, indican intercambios con la región del Petén, precismante en esa época. Lo mismo ocurre con los artefactos de obsidiana encontrados, que señalan la dominancia de las rutas comerciales hacia el sur de la región Puuc, cuando Sayil estaba siendo construido.

### Descubrimiento por los europeos
El yacimiento fue traído a la atención de Europa y los Estados Unidos de América, por John Lloyd Stephens y Frederick Catherwood, quienes visitaron el lugar en 1841. y publicaron su famosa descripción ilustrada, en 1843, en el libro Incidentes del viaje a Yucatán, en donde se refirieron a la ciudad, con el nombre de "Zayi".

## El yacimiento

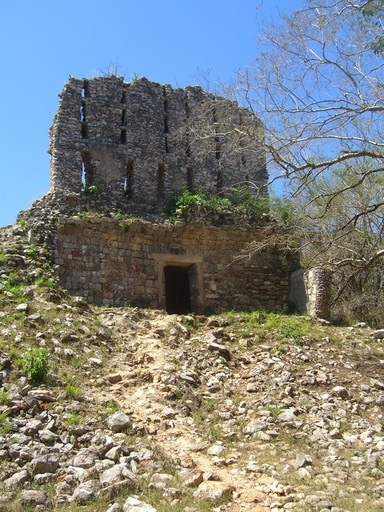
Vestigios del templo "El Mirador".

### Investigaciones arqueológicas
El Instituto Nacional de Antropología e Historia de México, condujo trabajos importantes de restauración del sitio, durante la primera mitad del siglo XX. Los arqueólogos han mapeado cerca de 3,5 km², en el núcleo central del yacimiento. Jeremy Sabloff, de la Universidad de Pensilvania y Gair Tourtellot, practicaron investigaciones arqueológicas, que incluyeron mapeos arquitectónicos y cartografía topográfica, de 1983 a 1988, por cuenta de la Universidad de Nuevo México.

### Descripción del yacimiento
El sitio está trazado a lo largo de una avenida (sacbé), que transcurre de norte a sur. El gran palacio está situado al final del sacbé y es el mayor y mejor conocido de los edificios de Sayil.
Este palacio tiene una fachada de 85 m. y está construido sobre una plataforma de doble terraza, que da la impresión que el edificio tiene tres pisos de alto. Varios cuartos están distribuidos alrededor de cada terraza. El palacio fue construido en diversas fases, durante un lapso indeterminado, durante el periodo clásico terminal. Hay una escalinata central, en la parte sur de la estructura, que permite el acceso a los niveles superiores del palacio. El primero y segundo nivel contienen estructuras, que fueron demolidas en una cierta época, para dar paso al edificio existente a la fecha.
El sacbé recorre la distancia entre el palacio y un complejo estructural, en donde está ubicado un edificio importante, llamado El Mirador, localizado aproximadamente a 350 m. del palacio. Esta pieza arquitectónica se encuentra muy dañada pero, mirando hacia el sur, consiste en dos cuartos montados sobre una estructura. Cerca de estos, se encuentra una escultura fálica.
Del Mirador, otro sacbé se dirige en dirección sureste, hacia otro grupo, que contiene un juego de pelota y varios palacios más. En la mitad del camino hacia este conjunto, hay una pequeña plataforma, en donde se encontraron los vestigios de 8 estelas y siete altares. Esta plataforma es característica de los grandes sitios de la región Puuc.
Otro grupo de palacios se encuentra en una cima, al norte de los sacbés, desde donde se tiene una vista panorámica del núcleo del yacimiento.
La arquitectura doméstica del sitio consistió en, aproximadamente, 300 estructuras ligeras, que estuvieron desplantadas en bases de mampostería, algunas de las cuales han sido excavadas.
El yacimiento se encuentra bajo la tutela y administración del Instituto Nacional de Antropología e Historia (INAH) y recibe al turismo.

#### Chaac II

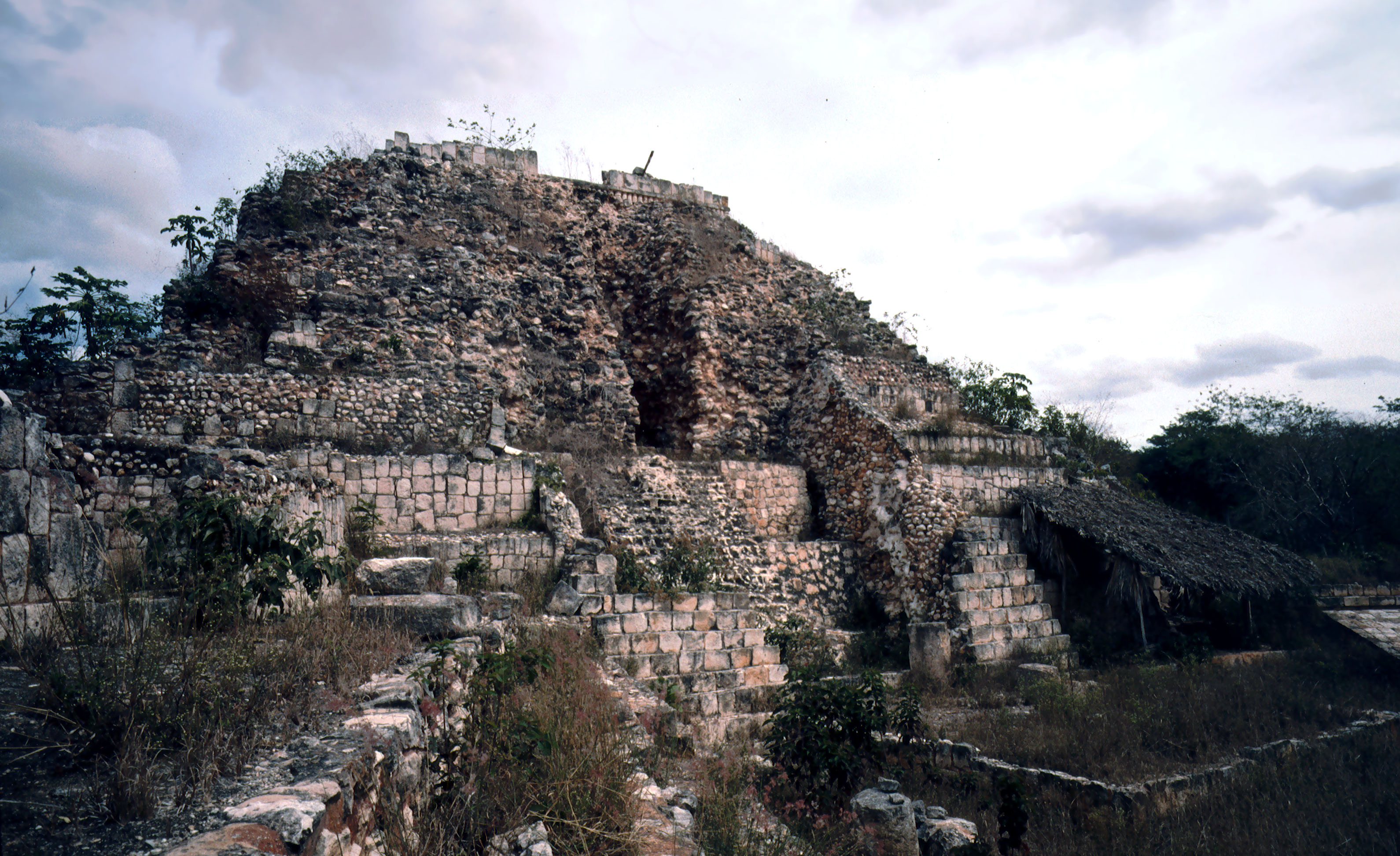
Pirámide de Chaac II en Sayil.

Chaac II, llamado así por el dios de la lluvia (Chaak) maya, es un pequeño sitio localizado aproximadamente a 2 km del gran palacio, en la esquina noroeste del valle de Sayil. Durante un tiempo, Chaac II fue parte del área urbana de Sayil, sin embargo, este pequeño lugar antecede la ocupación de Sayil y se le ha datado entre el clásico temprano y el intermedio y parece haber participado en una red de intercambio, entre la población maya y la gran metrópoli de Teotihuacán, en el distante Valle de México. Chaac II, probablemente, mantuvo su dominio sobre el valle de Sayil durante el clásico tardío, cuando vino una segunda ocupación de la ciudad y la construcción del actual yacimiento de Sayil.

### Monumentos
Varios monumentos del lugar han sido datados por Tatiana Proskouriakoff, basándose en su estilo escultural. La Estela 6, por ejemplo, fue datada al año 810 d. C. y la Estela 5 un poco más tarde, en el siglo IX. Las estelas de Sayil son estilo clásico, mostrando individuos que, probablemente, fueron gobernantes del lugar.